# DDR-Straßen-Radmeisterschaften 1962
Bei den DDR-Straßenradmeisterschaften 1962 wurden in der DDR die Titelträger bei den Männern im Straßeneinzelrennen und im Mannschaftszeitfahren ermittelt. Die Frauen ermittelten ihre Meisterin nur im Einzelrennen.

## Einzelmeisterschaft der Männer

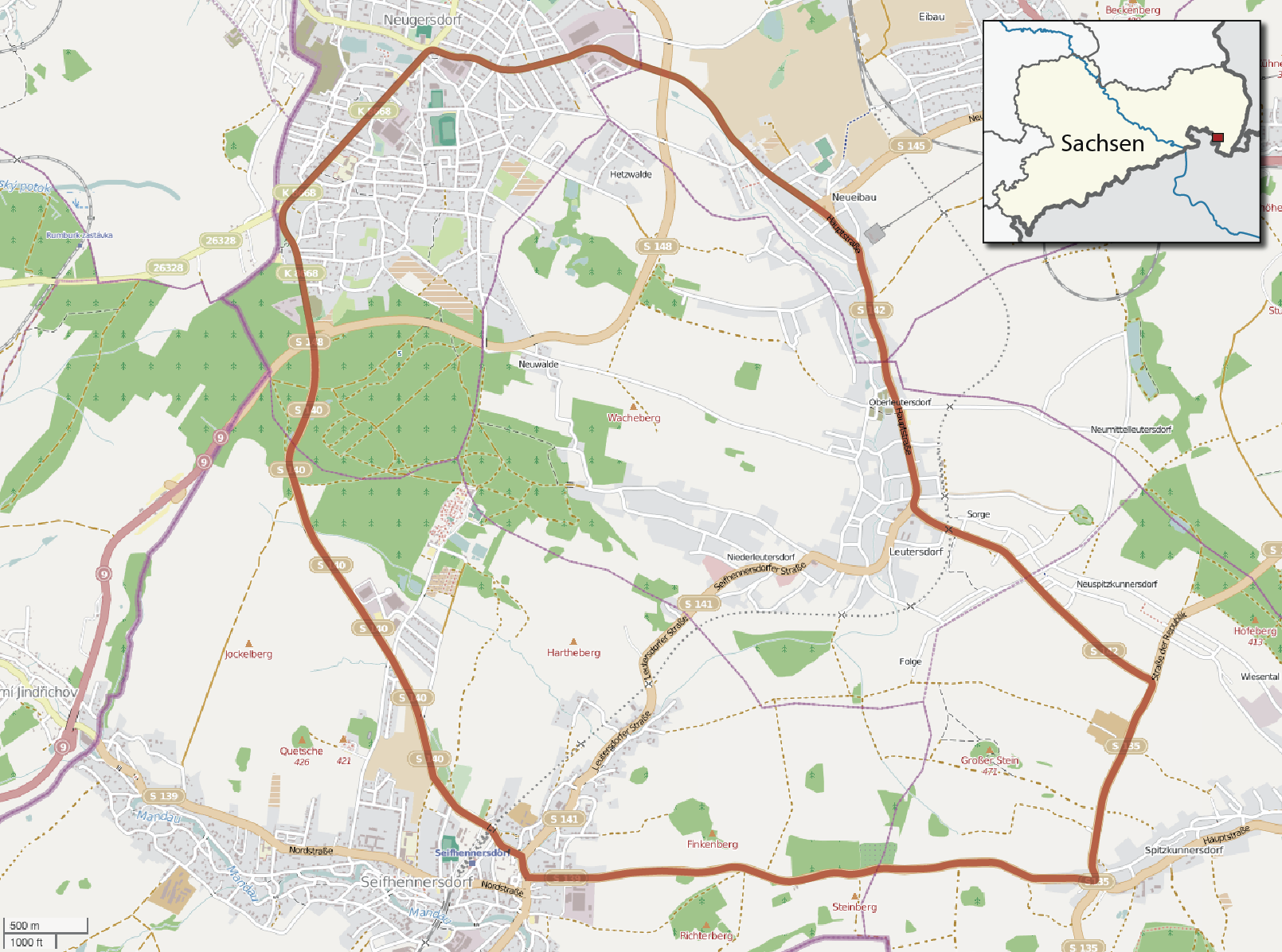
Oberlausitzer Grenzlandring

Die Männer-Einzelmeisterschaft wurde am 5. August 1962 vor 30.000 Zuschauern bei schwülem Wetter auf dem Grenzlandring in der Oberlausitz ausgetragen. Auf dem 18 Kilometer langen Rundkurs mit Start und Ziel in Neugersdorf waren zehn Runden zu absolvieren, sodass die 153 gestarteten Fahrer 180 Kilometer zu absolvieren hatten. Neun Runden lang verlief das Rennen ohne Höhepunkte, ehe in der letzten Runde beim Aufstieg zum Eiskellerberg eine Vorentscheidung fiel. Aus einer elfköpfigen Spitzengruppe konnten sich der Titelverteidiger Gustav-Adolf Schur, Klaus Ampler und Manfred Weißleder lösen und einen Vorsprung herausfahren. Bei dem anschließenden taktischen Geplänkel zwischen den beiden Leipziger DHfK-Fahrern Ampler und Schur sowie dem Karl-Marx-Städter Wismut-Fahrer Manfred Weißleder ging Ampler als Sieger hervor, der mithilfe seines Mannschaftskameraden Schur eine Alleinfahrt startete. Dem auf sich allein gestellten Weißleder fehlte zunächst die Kraft, mit Ampler mitzuhalten, der einem sicheren Sieg entgegenfuhr. Im Spurt um den zweiten Platz konnte Weißleder noch einmal seine Reserven mobilisieren und rettete sich mit zwei Sekunden Vorsprung vor Schur ins Ziel. 43 Sekunden nach Schur überquerten acht weitere Fahrer den Zielstrich.
|      | Fahrer                | Mannschaft                | Zeit (h)          |
| ---- | --------------------- | ------------------------- | ----------------- |
| 1.   | Klaus Ampler          | SC DHfK Leipzig           | 4:42:03           |
| 2.   | Manfred Weißleder     | SC Wismut Karl-Marx-Stadt | 4:42:42           |
| 3.   | Gustav-Adolf Schur    | SC DHfK Leipzig           | 4:42:44           |
| 4.   | Kurt Müller           | SC Dynamo Berlin          | 4:43:27           |
| 5.   | Bernhard Eckstein     | SC DHfK Leipzig           | alle gleiche Zeit |
| 6.   | Lothar Appler         | SC DHfK Leipzig           | alle gleiche Zeit |
| 7.   | Günter Hoffmann       | ASK Vorwärts Leipzig      | alle gleiche Zeit |
| 8.   | Karl-Heinz Kazmierzak | ASK Vorwärts Leipzig      | alle gleiche Zeit |
| 9.   | Peter Härtel          | SC Wismut Karl-Marx-Stadt | alle gleiche Zeit |
| 10.  | Gerald Söder          | ASK Vorwärts Leipzig      | alle gleiche Zeit |
| 11.  | Immo Rittmeyer        | SC Wismut Karl-Marx-Stadt | alle gleiche Zeit |
| 12.  | Lothar Höhne          | SC Rotation Leipzig       | 4:51:03           |
| 0... |                       |                           |                   |

## 100-km-Mannschaftsfahren
Am 30. Juli 1962 war der Meister im Straßen-Mannschaftsfahren in Lübben ermittelt worden. Die Veranstaltung hatte internationalen Charakter, da sich auch Mannschaften aus Dänemark und Polen beteiligten. Die Meisterschaft wurde zu einem Triumph des SC Dynamo Berlin, der mit seinen drei Mannschaften national die ersten drei Plätze belegte. Lediglich das dänische Team konnte mit Platz zwei in die Phalanx der Volkspolizisten eindringen. Der neue Titelträger SC Dynamo Berlin I fuhr mit 2:11:25,5 h Weltrekord, und auch die dritte Mannschaft unterbot noch die bisherige Bestleistung. Dynamo I lag bei allen Zwischenzeiten in Front und hatte bereits nach der Hälfte der Strecke einen Vorsprung von 1:04 Minuten. Bei den Konkurrenten, auch beim Zweitplatzierten Dänemark, konnte viele Fahrer das Tempo nicht mithalten, sodass ihre Mannschaften das Rennen nur mit drei Aktiven fortsetzen mussten.
|      | Mannschaft                                                                       | Zeit (h)  |
| ---- | -------------------------------------------------------------------------------- | --------- |
| 1.   | SC Dynamo Berlin I (Lothar Appler, Manfred Brüning, Kurt Müller, Hans Scheibner) | 2:11:25,5 |
| 2.   | Dänemark                                                                         | 2:12:35,9 |
| 3.   | SC Dynamo Berlin II                                                              | 2:14:30,1 |
| 4.   | SC Dynamo Berlin III                                                             | 2:15:17,1 |
| 5.   | SC Wismut Karl-Marx-Stadt I                                                      | 2:15:26,8 |
| 6.   | SC DHfK Leipzig II                                                               | 2:15:33,4 |
| 7.   | ASK Vorwärts Leipzig II                                                          | 2:15:47,1 |
| 8.   | SC Wismut Karl-Marx-Stadt II                                                     | 2:16:05,1 |
| 9.   | SG Dynamo Dresden Nord                                                           | 2:16:36,5 |
| 10.  | ASK Vorwärts Leipzig III                                                         | 2:17:00,5 |
| 0... |                                                                                  |           |

## Einzelmeisterschaft der Frauen
Am selben Tag wie die Männer absolvierten die Frauen ihre Einzel-Straßenmeisterschaft, ebenfalls auf dem Grenzlandring. Sie fuhren allerdings nur vier Runden, was einer Gesamtstrecke von 72 Kilometern entspricht. Es gab denselben Einlauf wie im Vorjahr, sodass Elisabeth Kleinhans ihren Titel erfolgreich verteidigen konnte.
|      | Fahrerin            | Mannschaft      | Zeit (h) |
| ---- | ------------------- | --------------- | -------- |
| 1.   | Elisabeth Kleinhans | SC DHfK Leipzig | 2:14:55  |
| 2.   | Karin Hänsel        | SC DHfK Leipzig | 2:14:57  |
| 3.   | Renate Krämer       | SC DHfK Leipzig | 2:15:00  |
| 0... |                     |                 |          |